# Tsarbomben

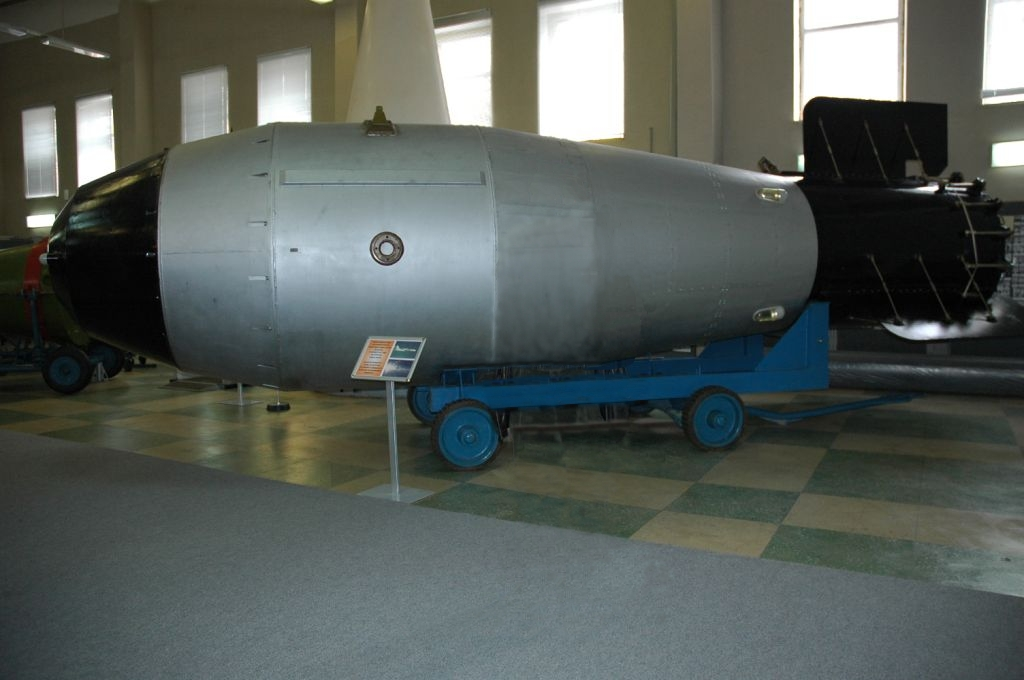
En kopia av Tsarbomben på utställning atombombsmuseet i Sarov.

Tsarbomben (ryska: Царь-бомба, Tsar-bomba) är det hittills största kärnvapen som byggts och testats (detonerats). Den utvecklades och byggdes av Sovjetunionen med kodnamnet Ivan (ryska: Иван). Laddningen hade en sprängverkan av cirka 50-60 megaton trotyl (TNT), vilket var hälften av konstruktionens potentiella sprängverkan. Den detonerades den 30 oktober 1961 i luftrummet över Severnyjön i Novaja Zemlja i Norra ishavet.
2020 offentliggjorde Ryssland tidigare hemligstämplat bild- och filmmaterial från provsprängningen av tsarbomben.

## Historik

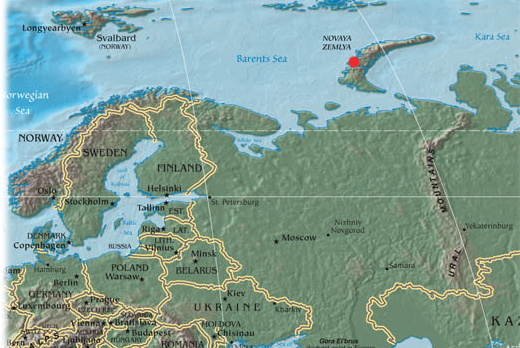
Provsprängningsområdet.

Projektet startades den 10 juli 1961 på befallning av den dåvarande ordföranden för Sovjetunionens ministerråd Nikita Chrusjtjov. Han krävde att bomben skulle byggas och vara klar för test i slutet av oktober då den 22:a partikongressen skulle hållas.
Tsarbomben var aldrig avsedd för användning i krig utan sågs som vapenskrammel mellan Sovjetunionen och USA i det kalla krigets era. Chrusjtjov gav klartecken för byggandet vid en kritisk tidpunkt då den första muren i Berlin kom till i augusti 1961. Sovjet hade dessutom nyligen avbrutit det de facto-uppehåll som fanns för tester av kärnvapen, ett uppehåll som endast varade i tre år. Sovjetunionen skulle också snart förlägga kärnvapenbestyckade robotar till Kuba, det som senare ledde till Kubakrisen.

### Namnet
Namnet "tsarbomben" kommer från västvärlden. Det bygger på det tsarryska bruket att som maktdemonstration konstruera saker i gigantiskt format, oavsett om det egentligen gagnade det byggda tingets funktion, till exempel tsarklockan (världens största kyrkklocka), tsarkanonen (världens största kanon) och tsartanken (världens dittills största stridsvagn). Det strikt antimonarkistiska Sovjetunionen skulle inte ha gett denna symbol för landets ära ett namn som associerades med det förflutna. Namnet används dock allmänt i Ryssland idag. Den sovjetiska beteckningen var "Produkt 602" (изделие 602 eller förkortat АН602). Kodnamnet på bombprojektet var Ivan (Иван), den ryska formen av det hebreiska Johannes.

## Konstruktion
Tsarbomben var en flerstegsvätebomb med en sprängverkan av cirka 50–58 megaton trotyl och vägde 24 ton. Den ursprungliga trestegs-designen (fission-fusion-fission) hade en teoretisk maximal sprängverkan på 100 megaton trotyl men skulle då orsaka mycket mera radioaktivt nedfall. För att minimera nedfallet ersattes det tredje stegets uran med bly. Detta förhindrade det tredje stegets snabba fission med hjälp av neutroner från det andra steget. Detta resulterade i att bombens andra steg (fusions-steget) utgjorde uppskattningsvis 97 % av den totala energin. Den konstruktion som slutligen testades var ironiskt nog den renaste kärnvapenladdning som någonsin byggts. Det fanns starka incitament för denna begränsning då nedfallet till största delen skulle falla över sovjetiskt territorium.
Komponenterna byggdes av en grupp fysiker, ledda av akademikern Julij Borisovitj Chariton. Gruppen utgjordes av Andrej Sacharov, Viktor Adamskij, Jurij Babajev, Jurij Smirnov och Jurij Trutnev. Kort efter att tsarbomben detonerats började Sacharov propagera mot användandet av kärnvapen vilket till slut ledde till att han helt och hållet ställde sig i opposition till sovjetmakten.

## Provsprängningen
Bomben flögs till testområdet av en för ändamålet modifierad Tupolev Tu-95. Bombplanet lyfte från ett flygfält på Kolahalvön med major Andrej E. Durnovtsev som pilot. Bombplanet följdes av ett observationsplan, en Tupolev Tu-16, som tog luftprover och filmade testet. Båda flygplanen var målade med en speciell reflekterande vit färg för att begränsa värmeskador.
Bomben med en vikt på 26 ton var så stor (8 meter lång och 2 meter i diameter) att man var tvungen att ta bort bombdörrarna och bränsletankar från vingarna. Bomben var fäst vid en 800 kg tung bromsande fallskärm vilket gav bombplanet och observationsplanet tid nog att flyga 45 km från ground zero. Utan en sådan inbromsning skulle bomben ha nått sin detonationshöjd så snabbt att uppdraget skulle ha blivit ett självmordsuppdrag. Bomben kunde även ha kraschat in i marken med oklara följder. Även USA utrustade några av sina kärnvapenladdningar med en sådan fallskärm av samma skäl.
Bomben släpptes från 10 500 meters höjd och var satt att detonera vid 4 000 meters höjd (4 200 meter över havsytan) av barometriska instrument. Bomben detonerade 188 sekunder efter att den släppts, klockan 08:33 lokal tid, över koordinaterna 73°51′N 54°30′Ö / 73.85°N 54.50°Ö, norr om polcirkeln på Severnyjön i Norra Ishavet.

Eldklotets storlek i jämförelse med andra detonationer.

I sovjetisk press hävdades att sprängverkan var 58 megaton men i officiella dokument angavs sprängverkan som 50 megaton. Den första beräknade sprängverkan från USA var 57 megaton men sedan 1991 har alla ryska källor angivit dess sprängverkan som "endast" 50 megaton. Eldklotet hindrades av tryckvågen från att beröra marken och nådde nästan samma höjd som bombplanet; det sågs 1 000 km bort. Tryckvågen förstörde den för militärer och gruvarbetare avsedda orten Severnyj vid Matotsjkin Sjar 55 km söder om hypocentret och den observerades så långt bort som 700 kilometer därifrån vid Dikson. Fönsterrutor krossades 900 km bort. Hettan kunde orsaka tredje gradens brännskador upp till 100 km bort. Svampmolnet som bildades efter detonationen var 64 km högt och 30-40 km brett. Detonationen kändes och sågs i Finland. De seismiska vågor som bildades var mätbara även efter sitt tredje varv runt jordklotet.
Eftersom 50 megaton TNT motsvarar energin 2,1×1017 joule, motsvarade effekten från hela fission-fusions-processen ungefär 5,3×1024 watt. Energin utvecklades under cirka 3,9×10-8 sekunder eller 39 nanosekunder och motsvarar ungefär 1% av solens energiutstrålning under samma tidsrymd. Detta gör explosionen av tsarbomben till den kraftigaste konstruktionen hittills i mänsklighetens historia. Jämförelsevis var det största vapen någonsin producerat av USA den nu ur tjänst tagna B41 med en sprängverkan på 25 megaton. Den största kärnvapenladdning som har testats av USA (Castle Bravo) hade en sprängverkan på 15 megaton.
De möjliga konsekvenserna av att spränga allt större laddningar i atmosfären ledde till Provstoppsavtalet från 1963.